# Леа Жирарді
Леа Жирарді (фр. Lea Ghirardi; нар. 10 лютого 1974) — колишня французька тенісистка.
Найвищу одиночну позицію світового рейтингу — 73 місце досягла 10 квітня 2000, парну — 121 місце — 6 квітня 1998 року.
Здобула 6 одиночних та 3 парні титули.
Найвищим досягненням на турнірах Великого шолома було 2 коло в одиночному та парному розрядах.
Завершила кар'єру 2002 року.

## Фінали ITF
| турніри $50,000 |
| турніри $25,000 |
| турніри $10,000 |

### Одиночний розряд (6–3)
| Результат | Ранг | Дата              | Турнір                      | Покриття   | Суперниця        | Рахунок       |
| --------- | ---- | ----------------- | --------------------------- | ---------- | ---------------- | ------------- |
| Перемога  | 1.   | 16 вересня 1991   | Клуж (повіт), Румунія       | Тверде     | Кетеліна Крістя  | 6–2, 6–3      |
| Перемога  | 2.   | 18 листопада 1991 | Ben Aknoun, Алжир           | Тверде     | Курегян Каріна   | 6–3, 6–3      |
| Поразка   | 3.   | 25 листопада 1991 | Bachdjerrah, Алжир          | Тверде     | Халатян Аїда     | 5–7, 3–6      |
| Перемога  | 4.   | 19 квітня 1993    | Барі, Італія                | Ґрунт      | Нанне Дальман    | 4–6, 7–5, 6–1 |
| Поразка   | 5.   | 31 жовтня 1993    | Пуатьє, Франція             | Тверде (i) | Ельс Калленс     | 0–6, 1–6      |
| Перемога  | 6.   | 15 серпня 1994    | Феєтвілл, США               | Тверде     | Вікі Пейнтер     | 6–0, 6–0      |
| Перемога  | 7.   | 21 листопада 1994 | Ла-Плата (місто), Аргентина | Ґрунт      | Лусіана Телла    | 7–5, 6–1      |
| Перемога  | 8.   | 9 квітня 2001     | Колумбус (Огайо), США       | Тверде     | Машона Вашінгтон | 6–4, 6–3      |
| Поразка   | 9.   | 29 липня 2001     | Ле-Контамін-Монжуа, Франція | Тверде     | Ева Крейчова     | 1–6, 2–6      |

### Парний розряд (3–4)
| Результат | Ранг | Дата              | Турнір                   | Покриття   | Партнерка           | Суперниці                             | Рахунок       |
| --------- | ---- | ----------------- | ------------------------ | ---------- | ------------------- | ------------------------------------- | ------------- |
| Поразка   | 1.   | 16 вересня 1991   | Клуж, Румунія            | Тверде     | Мірела Бучу         | Дьяне Самунгі Кетеліна Крістя         | 1–6, 1–6      |
| Поразка   | 2.   | 18 листопада 1991 | Ben Aknoun, Алжир        | Тверде     | Рафаелла Лізієро    | Халатян Аїда Курегян Каріна           | 4–6, 2–6      |
| Перемога  | 3.   | 31 березня 1997   | Фінікс, США              | Тверде     | Ніно Луарсабішвілі  | Марія Хосе Гайдано Марія Венто-Кабчі  | 6–0, 6–2      |
| Перемога  | 4.   | 11 травня 1997    | Желос, Франція           | Ґрунт      | Кароліна Яженяк     | Сеголен Бергер Летісія Санчес         | 7–5, 6–1      |
| Поразка   | 5.   | 2 листопада 1997  | Пуатьє, Франція          | Тверде (i) | Светлана Кривенчева | Нансі Фебер Петра Лангрова            | 6–3, 3–6, 1–6 |
| Поразка   | 6.   | 29 березня 1997   | Зе-Вудлендс (Техас), США | Тверде     | Наталі Деші         | Ельс Калленс Лізель Губер             | 4–6, 2–6      |
| Перемога  | 7.   | 20 червня 1999    | Градо, Італія            | Ґрунт      | Нелле ван Лоттум    | Флавія Пеннетта Трейсі Алмеда-Сінгіан | 1–6, 6–4, 6–4 |